# 生田志守葉
生田 志守葉（いくた ゆずは、2014年〈平成26年〉8月8日 - ）は、日本の子役、声優、キッズモデル。テアトルアカデミー所属。

## 出演

### 舞台
- オノマトペイント〜ソラノアカリ〜（2023年7月13日 - 16日、Artware hub KAKEHASHI MEMORIAL、公演延期に伴い未出演）
- ラグタイム（2023年9月9日 - 10月15日、日生劇場、梅田芸術劇場、愛知県芸術劇場）
- VIOLET（2024年4月7日 - 29日、東京芸術劇場、梅田芸術劇場） - ヤングヴァイオレット 役
- 本好きの下剋上〜司書になるためには手段を選んでいられません〜（2024年10月4日 - 11月3日、品川プリンスホテル、COOL JAPAN PARK OSAKA） - トゥーリ 役
- 魔女の宅急便（2025年5月、マカオ / 2025年6月19日 - 29日、新国立劇場 中劇場） - リトルキキ 役[1]

### テレビドラマ
- 女王の法医学〜屍活師〜2（2022年3月21日、テレビ東京） - 犬飼七海 役
- 三千円の使いかた（2023年1月7日 - 2月25日、東海テレビ） - 井戸真帆（8歳） 役
- スピーク・ロー2（2025年3月25日、NHKEテレ） - 小学生の絹子役

### 幼児向けTV番組
- それいけ！アンパンマンくらぶ（BS日テレ） - レギュラー
- パニパニパイナ！（スカパー!） - ヤンヤン 役

### ラジオドラマ
- 良い子、母になる（2020年5月9日、NHK-FM） - すみれ 役

### CM
- ニチレイアセロラドリンク（サントリー）
- ファミリースイートおうちプレミアム（積水ハウス）
- サンスター文具
- ハッピーセット「プラレール＆ハローキティ」（日本マクドナルド）
- リカちゃん ミスタードーナツへようこそ！（タカラトミー）

### 音楽
- エシカルペンギンズ（作詞・歌：みそたろー／作曲：ryu-ya） - コーラス

### 書籍
- PriPri（世界文化社）

### その他
- もしも法律が作れたら?（日本テレビ） - 娘 役
- こどもちゃれんじほっぷ（ベネッセ） - モデル
- VOGUE Italia 2021 - サイネージモデル
- Gap Spring Collection SNS Live 2021（Gap） - ランウェイモデル
- フォルクスワーゲンジャパン - Web
- 古代アキバ伝説（でんぱ組.inc） - MV
- アルバルク東京（Bリーグ、代々木体育館） - ハーフタイムショー